# Église Saint-Julien de Baslieux-lès-Fimes
L'église Saint-Julien de Baslieux-lès-Fismes est une église paroissiale romane et gothique, dans le département de la Marne.

## Historique
L’église est d'une d’architecture romane, qui fut remaniée en architecture gothique. Elle fut allongée de deux travées et eut un nouveau transept et des bas-côtés. L'église se trouve ainsi dotée de deux croisées de transept. Autour de cette église dédiée à Julien de Brioude, martyr, se regroupent les sépultures des habitants du village.

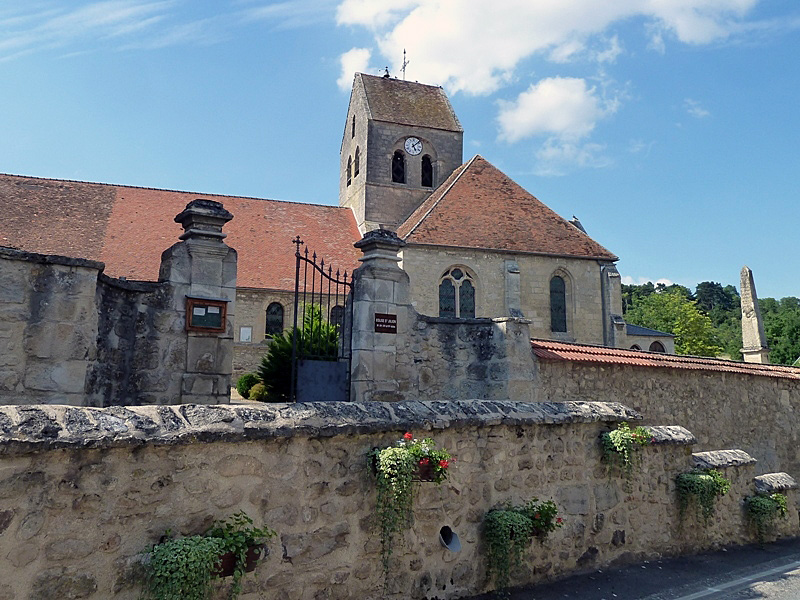
L'église entourée de son cimetière.

En l'église, se trouvent de nombreux objets remarquables :
- une statue de Julien du (XVIe siècle) ;
- une statue en bois de  saint Sébastien du (XVIe siècle) ;
- un retable du XVIe[1] ;
- trois dalles funéraires dont une, de 1585 est classée[2].

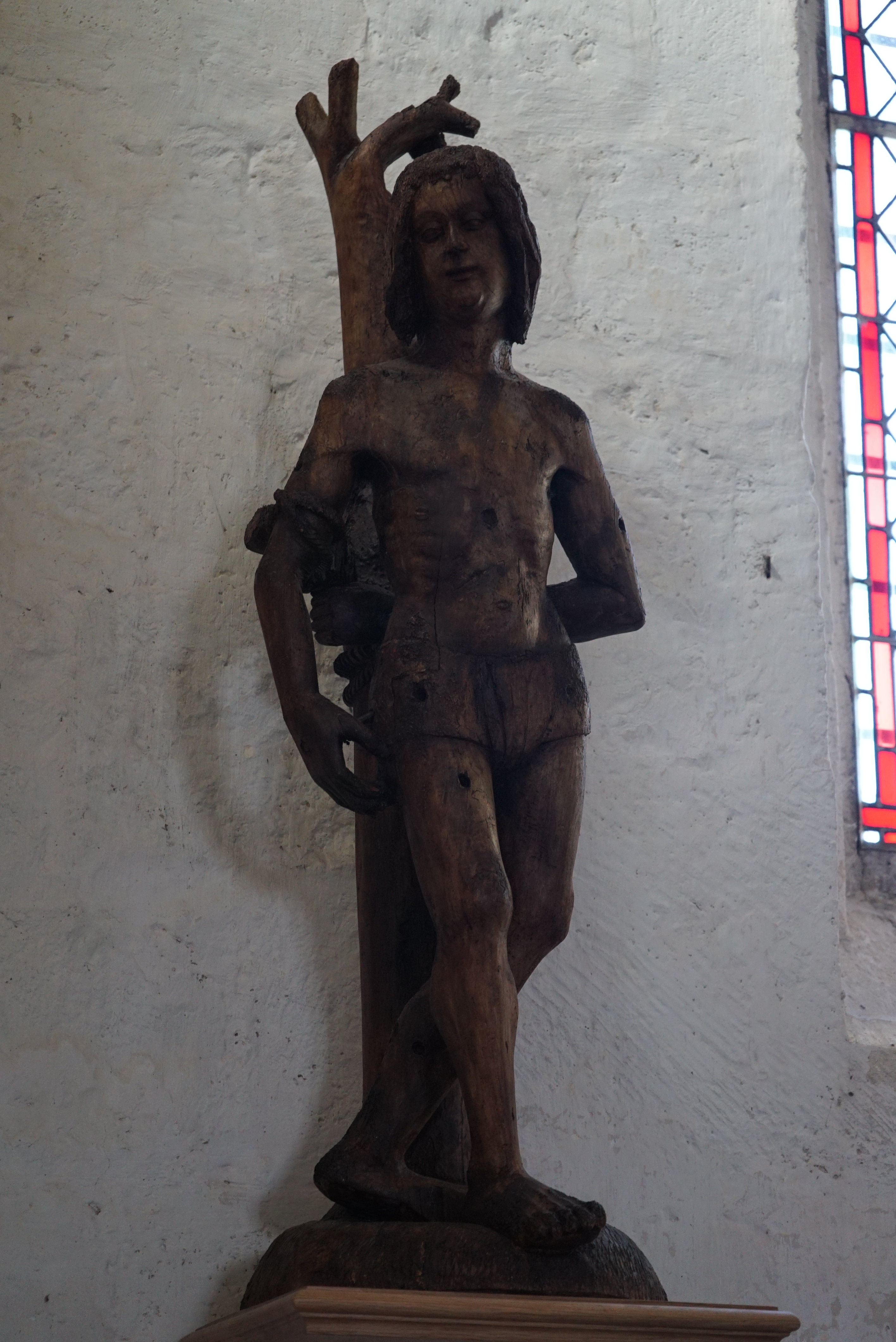
Saint Sébastien[3],
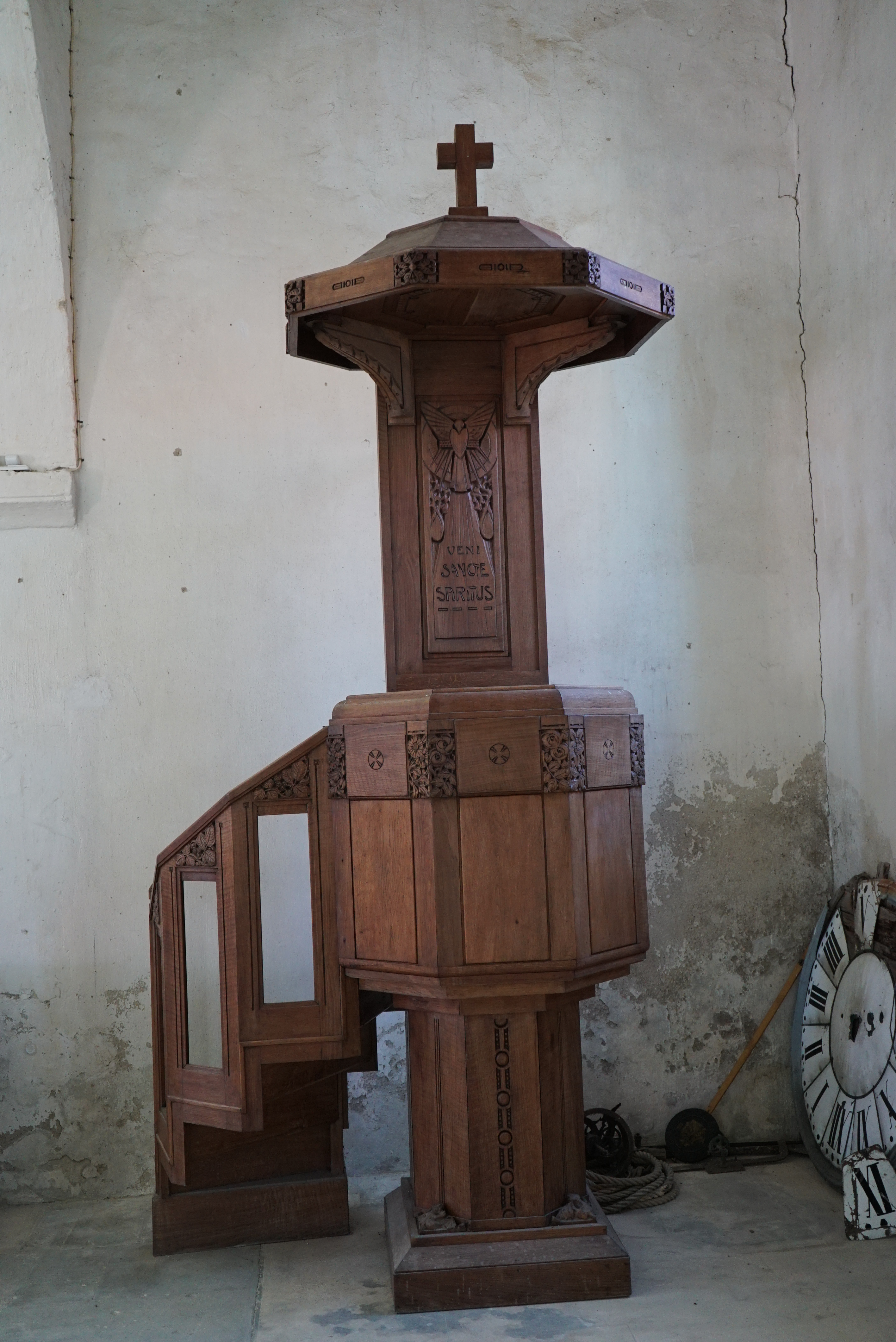
sa chaire,
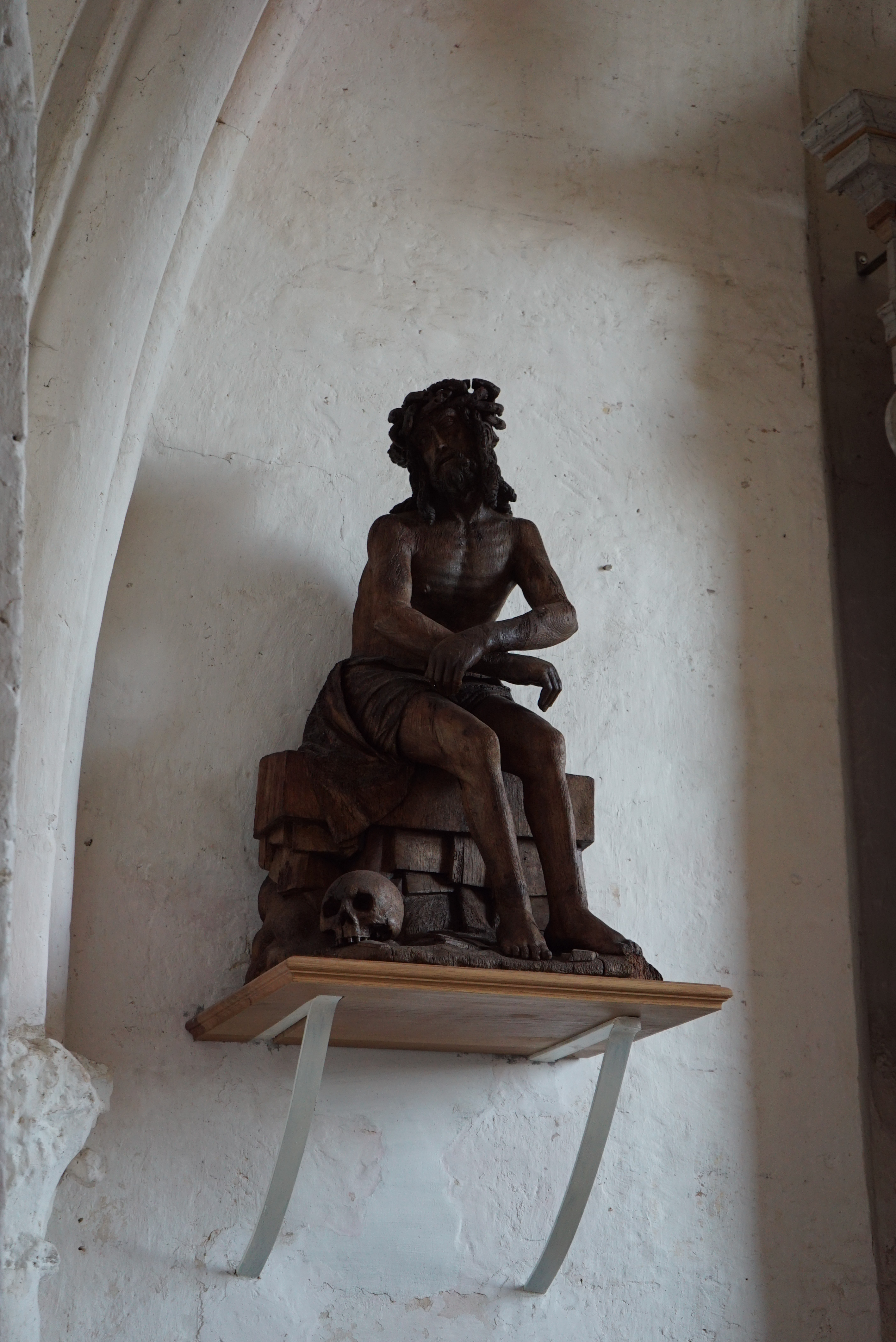
Christ de pitié[4],
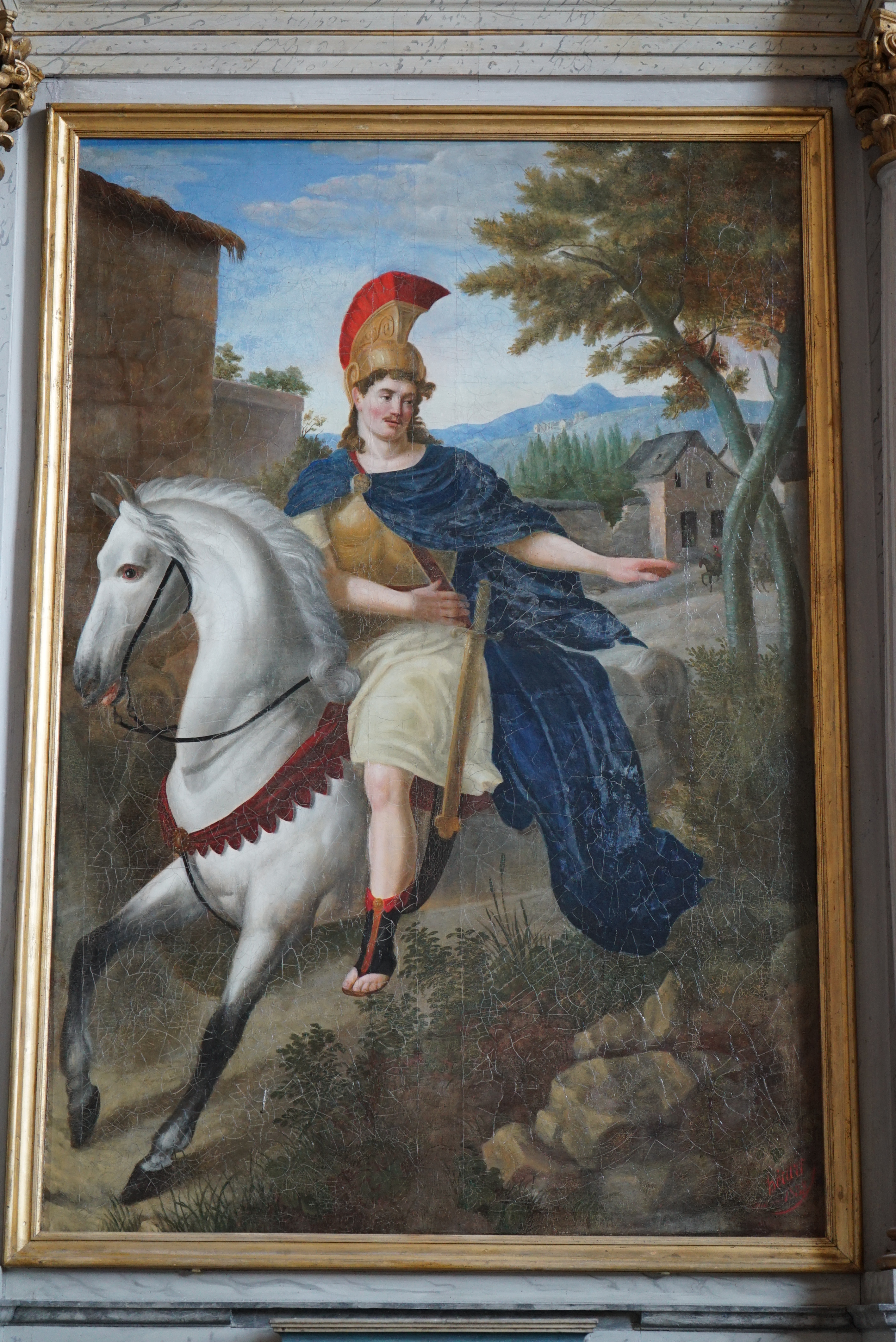
Un saint Julien signé Hécard,
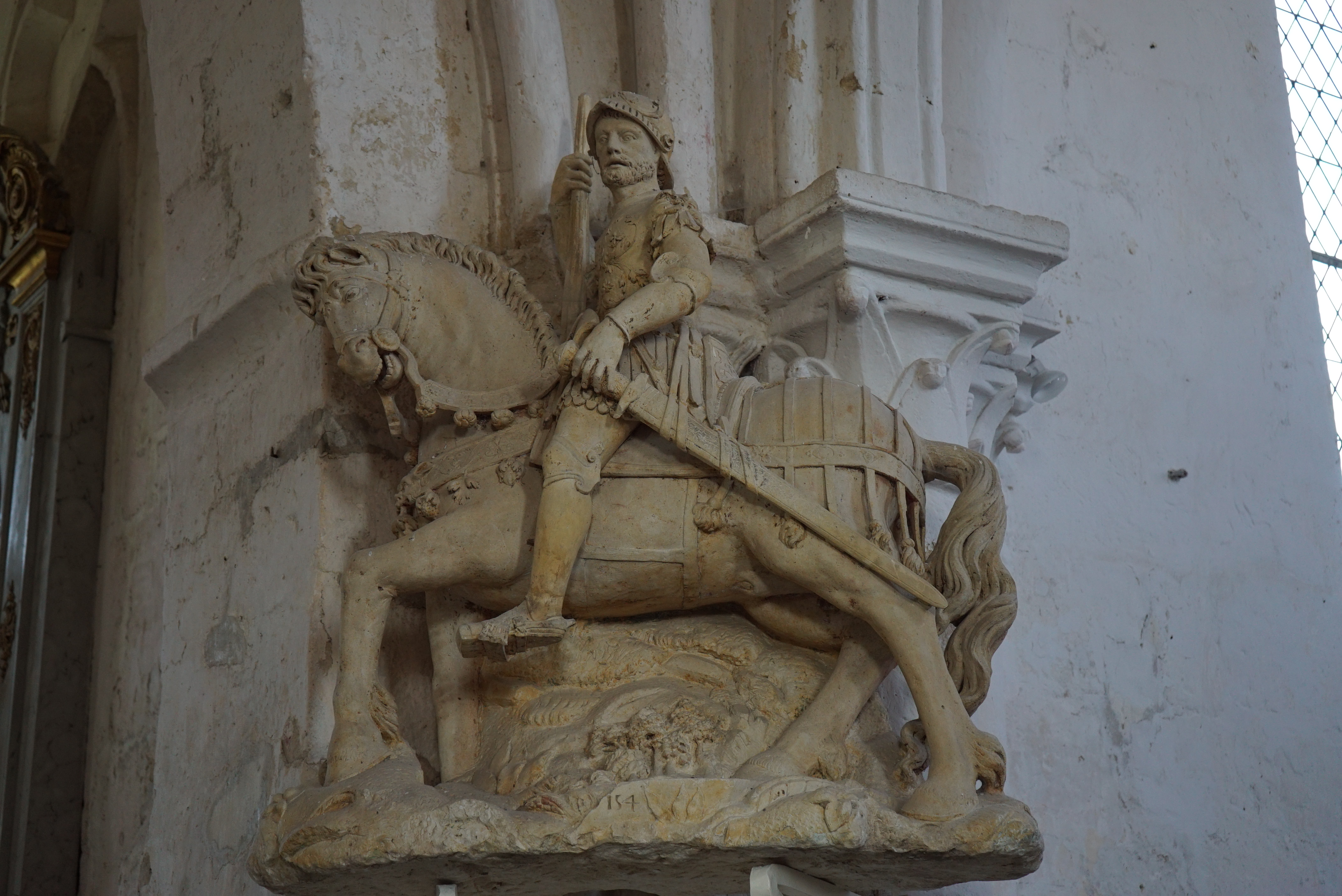
Julien en statue.